# Тахтаулівська сільська рада
Тахтаулівська сільська рада — колишній орган місцевого самоврядування у Полтавському районі Полтавської області з центром у селі Тахтаулове.

## Населені пункти
Сільраді були підпорядковані населені пункти:
- c. Тахтаулове
- с. Жуки